# Urca

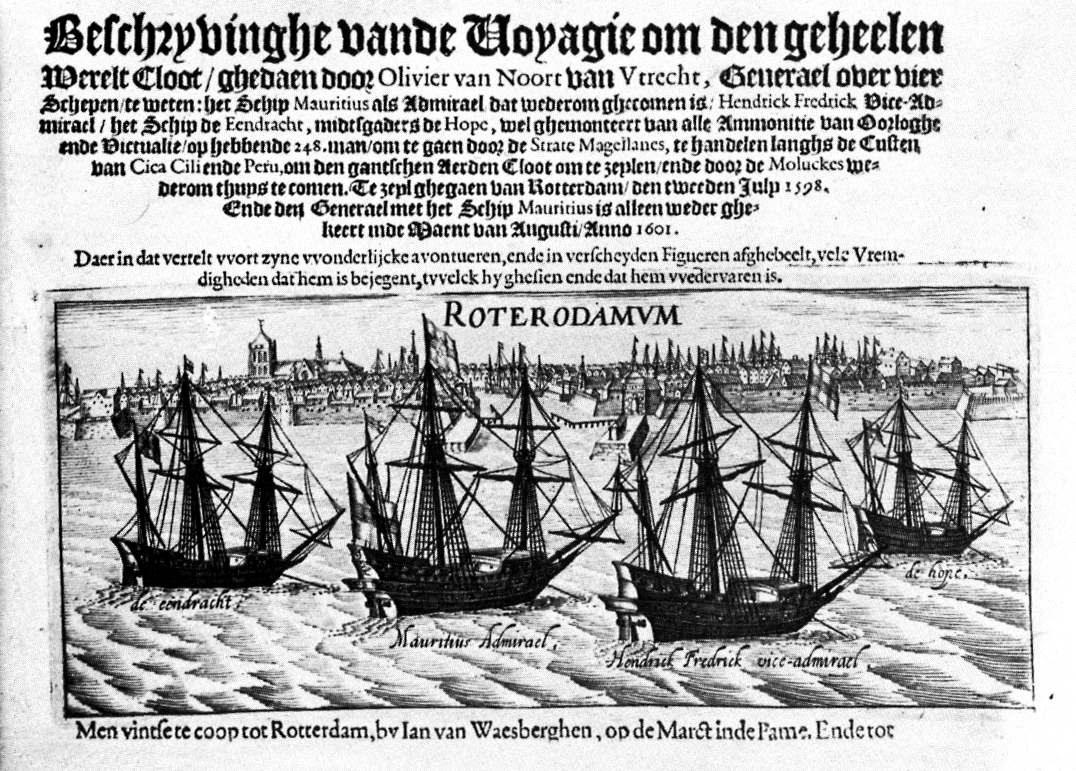
Gravat on aparèixer l'Urca Eendracht, que formava part de la flota del pirata holandès Olivier van Noort (Utrecht, ca. 1558 - Schoonhoven, 22 de febrer de 1627)

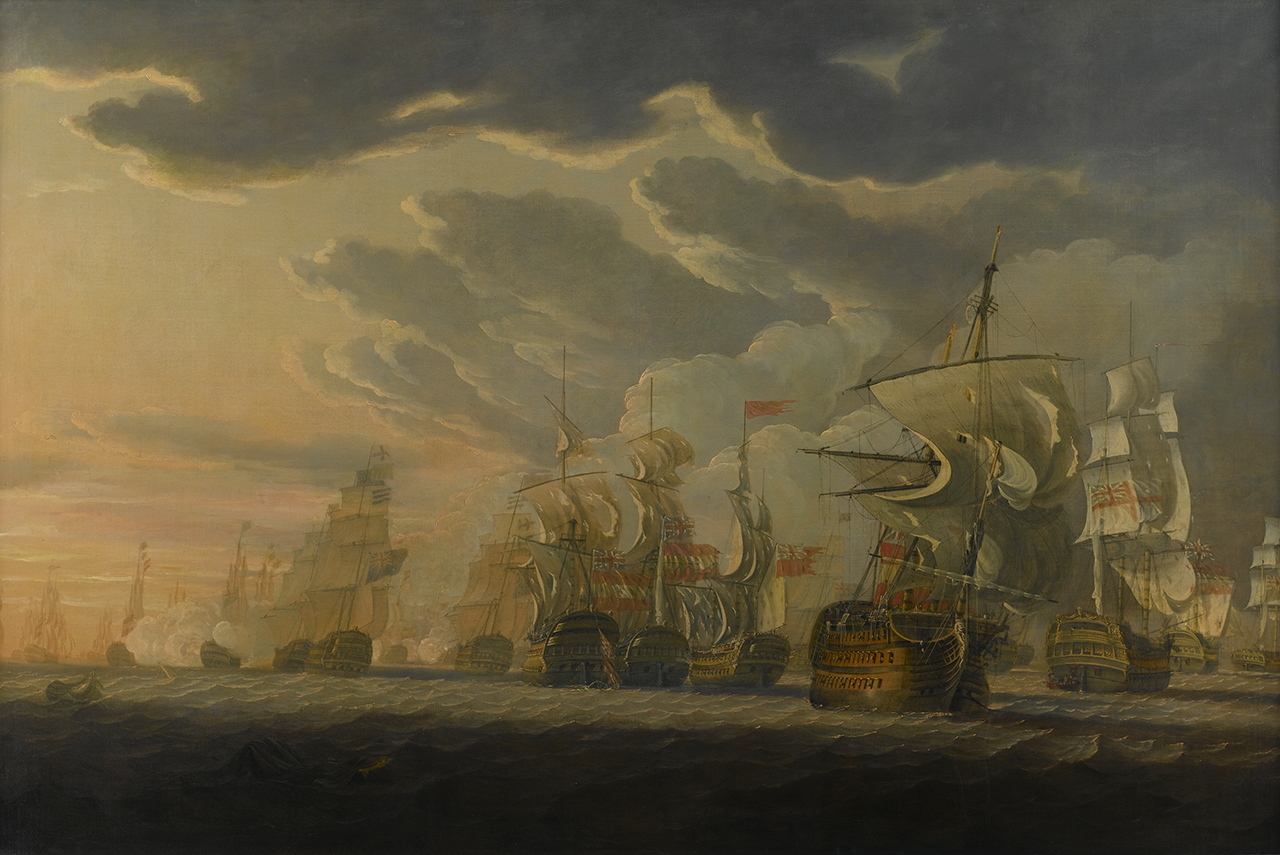
Final de la batalla del Cap de São Vicente, obra del pintor anglès Robert Cleveley de 1798.

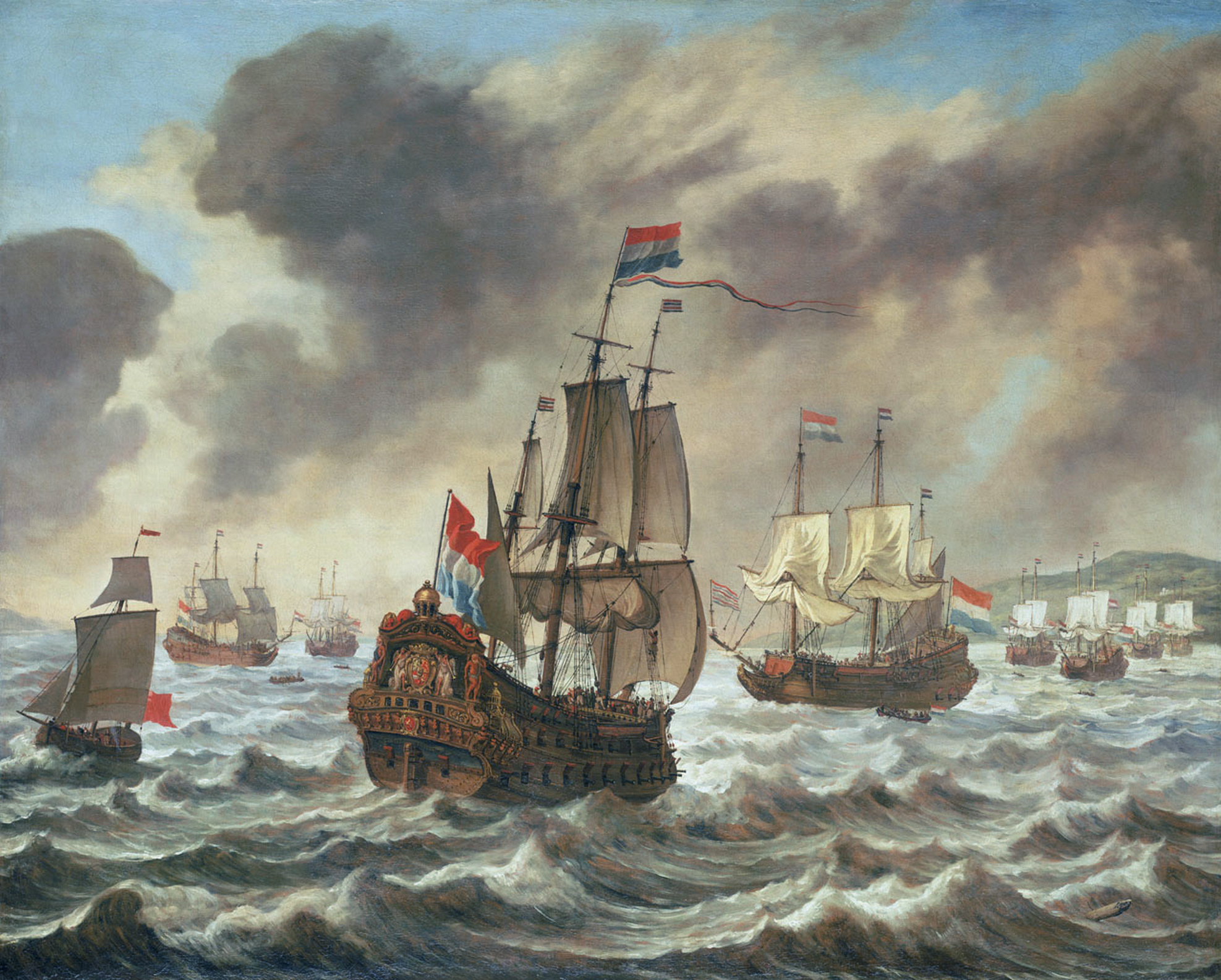
Abans de la Batalla de les Dunes, Reinier Nooms (prop de 1639), representant el bloqueig holandès de la costa anglesa.

Una  urca  és un tipus d'embarcació, similar a una fragata, de gran amplada en el seu centre, d'uns 40 m de llarg, que podia ser de càrrega per al transport de mercaderies o de guerra i que va ser utilitzada fins al segle xviii.

## Història
Va ser la primera embarcació a substituir els models dedicats al transport de mercaderies de l'edat mitjana, tenint similituds amb els vaixells dels vikings. Per la seva capacitat de càrrega i la seva bona adaptació com vaixell de guerra va ser utilitzada per les marines dels països nòrdics, i pels seus creadors els holandesos, així com pels espanyols i anglesos.
- Van participar urcas en diverses batalles històriques com:
- Combat naval dels Abrojos a la Badia de Todos os Santos, Brasil, on l'almirall general de l'Armada de l'Oceà, Antonio de Oquendo, va derrotar a una esquadra holandesa a 1631.
- La Jornada d'Anglaterra, intent d'invasió espanyola d'Anglaterra per part de l'Armada espanyola a 1579.
- La batalla de l'Illa Terceira, en 1582 entre francesos i espanyols.
- Van formar part de l'Armada de l'Oceà 1700 aprox.
- La Batalla de les Dunes, entre les armades espanyola i holandesa que va tenir lloc el 21 d'octubre de 1639 a la rada de les Dunes-o dels Bajío- (The Downs), prop de la costa del comtat de Kent, en Anglaterra, en el transcurs de la Guerra dels Vuitanta Anys.
- La batalla del Cap de São Vicente va ser un combat naval que va lliurar el 14 de febrer de 1797 davant del Cap de São Vicente, a l'extrem occidental de la costa portuguesa de l'Algarve, entre espanyols i anglesos.

## Llista d'urcas històriques
- Fama, Sant Pere Màrtir , urcas espanyoles que van participar en la Batalla de les Dunes a 1639.
- Assumpció, Santa Justa, Santa Balbina i Santa Justa , urcas espanyoles que van prendre part en la batalla del Cap de São Vicente a 1797 a l'Algarve, Portugal.
- Medilan , Urca holandesa retinguda en dipòsit al port de Cadis a 1795 i capitanejada per Jaume Texel.
- Concòrdia , Urca holandesa retinguda en dipòsit al port de Cadis a 1795 i capitanejada per Hans Schut.
- Fortuna , Urca holandesa.
- Concepció , que va formar part de l'Armada que va lluitar a Anglaterra i en Flandes en el segle xvi.
- Concòrdia (Eendracht) , Urca holandesa capturada pel vaixell  Sant Bartomeu  a les Filipines, en 1600.
- Mar de Plata , Urca holandesa capturada en 1500 a la costa argentina.